# Hur Jin-ho
Hur Jin-ho (허진호, Heo Jin-ho en romanització revisada, Hŏ Chin-ho en romanització McCune-Reischauer) (Jeonju, Corea del Sud, 8 d'agost del 1963) és un director de cinema i guionista sud-coreà nascut el 8 d'agost de 1963 a Jeonju (Corea del Sud).

## Filmografia
- 1993 : For Go-chul (Go-cheol eul wihayeo)
- 1998 : Christmas in August (Palwolui Christmas)
- 2001 : One Fina Spring Day (Bomnaleun ganda)
- 2004 : Twentidentity (Naui sae namjachingu) (curt-métrage)
- 2005 : April Snow (Oechul)
- 2012 : Dangerous Connexions (危險關係)

## Premis
- Premi FIPRESCI - Esment especial, Festival internacional de la pel·lícula de Flandres 1998 per Christmas in August.
- Premi FIPRESCI - Esment especial, Festival internacional de la pel·lícula de Pusan 1998 per Christmas in August.
- Premi Tigres i Dragons, Festival internacional de la pel·lícula de Vancouver 1998 per Christmas in August.
- Nomenament al premi de la millor pel·lícula asiatique, Festival internacional de la pel·lícula de Singapur 1999 per Christmas in August.
- Premi FIPRESCI, Festival internacional de la pel·lícula de Pusan 2001 per One Fina Spring Day.
- Premi de la millor contribució artística, Festival internacional de la pel·lícula de Tòquio 2001 per One Fina Spring Day.
- Nomenament al Tigre d'or, Festival internacional de la pel·lícula de Rotterdam 2002 per One Fina Spring Day.
- Nomenament a la Petxina d'or, Festival internacional de la pel·lícula de Sant Sebastià 2005 per April Snow.